# Une clef pour deux
Vous pouvez aider à l'améliorer ou bien discuter des problèmes sur sa page de discussion.
- Il n'est pas vérifiable et peut contenir des informations totalement erronées. Il est fortement conseillé aux contributeurs d'étayer son contenu par des sources fiables. Sans cela, sa suppression pourrait être envisagée. (si vous venez d'apposer le bandeau, veuillez cliquer sur ce lien pour créer la discussion et en afficher les indications). (Marqué depuis mai 2025)
- Il peut contenir un travail inédit ou des déclarations non vérifiées. Vous pouvez l’améliorer en ajoutant des références. (Marqué depuis mai 2025)

- Archive Wikiwix
- Bing
- Cairn
- DuckDuckGo
- E. Universalis
- Gallica
- Google
- G. Books
- G. News
- G. Scholar
- Persée
- Qwant
- (zh) Baidu
- (ru) Yandex
- (wd) trouver des œuvres sur Wikidata

Vous pouvez aider à l'améliorer ou bien discuter des problèmes sur sa page de discussion.
- Il ne cite pas suffisamment ses sources. Vous pouvez indiquer les passages à sourcer avec {{référence nécessaire}} ou {{Référence souhaitée}}, et inclure les références utiles en les liant aux notes de bas de page. (Marqué depuis juillet 2025)

- Archive Wikiwix
- Bing
- Cairn
- DuckDuckGo
- E. Universalis
- Gallica
- Google
- G. Books
- G. News
- G. Scholar
- Persée
- Qwant
- (zh) Baidu
- (ru) Yandex
- (wd) trouver des œuvres sur Wikidata

Une clef pour deux (Key for Two) est une pièce de théâtre en cinq actes de John Chapman et Dave Freeman (en) de 1982.
Elle a été adaptée en français par Pol Quentin et représentée pour la première fois à Paris en 1984, au théâtre de la Renaissance.

## Argument
Henriette mène une double vie entre ses deux amants, Jean-Pierre et Alex. Jean-Pierre est publicitaire à Paris, Alexandre est un petit armateur du Havre. Tous deux sont mariés, et Henriette fait tout pour qu'ils le restent. Afin de gérer la situation et d'éviter les imprévus, Henriette s'est inventé une mère possessive, autoritaire, bigote et alcoolique. Un beau jour Anne, une vieille amie, débarque d'Australie, désabusée et bien décidée à en finir avec un mariage qui ne lui apporte plus que des regrets.
Et la mécanique bien huilée mise au point par Henriette s'enraye…

## Distribution française
- Micheline Dax : Henriette
- Christian Alers : Alexandre Magloire
- Guy Grosso : Jean-Pierre Delage
- Béatrice Belthoise : Anne, l'amie australienne
- André Legallo : Richard, le mari d'Anne
- Paulette Frantz : Georgette, l'épouse d'Alexandre
- Liliane Gaudet : Magda, l'épouse de Jean-Pierre